# Ansambel Ottavia Brajka
Ansambel Ottavia Brajka je nekdanja slovenska narodnozabavna zasedba, ki je delovala med letoma 1969 in 1989. Bili so prvi primorski narodnozabavni ansambel.

## Zasedba
Ustanovna zasedba so bili Ottavio Brajko, basist Dominik Sivec in kitarist Jože Brezec. Brajko je ves čas delovanja ansambla igral diatonično harmoniko. Za Brezcem je bil nekaj časa kitarist ansambla Rudi Škrjanc, nato pa ga je nasledil Branko Benbič, ki je pri zasedbi ostal vrsto let. V dolgoletni postavi je kot basist namesto Sivca vztrajal Slavko Baranja. Pozneje je Benbiča zamenjal Silvo Boštjančič, Baranjo pa Florjan Miculinič.
Pozneje je Ottavio Brajko sestavil kvartet, v katerem so poleg njega igrali in peli še Ivan Dobrinčič, Vojteh Srebrnič in Franko Kleva.
Eno ploščo so posneli z brati Boštjančič, pozneje pa so vrsto let kot pevci v ansamblu delovali Nadja Bizjak, Zvonko Pavšič in Stojan Petrinja. Slednjega je na drugi turneji po ZDA in Kanadi zaradi služenja vojaškega roka nadomeščal Polde Pasar.

## Delovanje
Ansambel je leta 1969 ustanovil Ottavio Brajko, ki je bil pred tem med letoma 1966 in 1968 klarinetist v Ansamblu Vandrovčki, kvintetu, ki je bil kljub kratkemu času delovanja na Obali dokaj priljubljen. Svoj ansambel si je zamislil kot trio z diatonično harmoniko. Ko jih je prvič slišal Jože Zupan, jih je prijavil na radijsko oddajo Pokaži, kaj znaš, kjer so na koncu osvojili 1. mesto, ki so si ga delili s Tržaškim narodnim ansamblom.
Leta 1971 so sodelovali na festivalu narodnozabavne glasbe na Ptuju, kjer so si z Ansamblom Franca Flereta delili 1. mesto. Ta uspeh jim je odprl vrata po Sloveniji, pri založbi RTB pa so posneli tudi prvo veliko ploščo. To so posneli s kvartetom bratov Boštjančič iz Harij pri Ilirski Bistrici, ki so ga sestavljali Alojz, Silvo, Marjan in Sašo Boštjančič. V živo naj bi skupaj nastopili le enkrat v Kopru na javni radijski oddaji Koncert iz naših krajev. Pozneje so sodelovali z drugimi pevci.
Dolgoletni humorist ansambla je bil mož pevke Nadje Bizjak Ivan, ki si je nadel ime Giovanin.
Leta 1974 so odšli na prvo gostovanje po Kanadi in ZDA. Skupno so tam gostovali štirikrat. Dvakrat so bili na turneji v Avstraliji, gostovali pa so tudi v Argentini, Urugvaju in Braziliji. Leta 1975 so predstavljali Slovenijo na Saboru narodne muzike Jugoslavije v Domu sindikata v Beogradu. Leta 1988 so se predstavili tudi na Morski viži Bernardina in prejeli prvo nagrado občinstva. So rekorderji po številu nastopov na Ribiškem prazniku v Izoli. Igrali so tudi nekdanjemu predsedniku bivše republike Josipu Brozu - Titu v Kopru, ko je bil na obisku kubanski predsednik Fidel Castro.
Skupno so v času delovanja posneli devet velikih plošč in kaset ter tri male plošče. Leta 1998 je izšla zgoščenka z nekaj novimi skladbami in nekaterimi starimi uspešnicami. Največ besedil zanje sta prispevala Ivan Malavašič in Ivan Sivec. Melodije je komponiral Brajko sam.
Z aktivnim igranjem so prenehali leta 1989, zadnjič pa so skupaj igrali leta 1992. Ob 50-letnici glasbe Ottavia Brajka v Planini pri Ajdovščini so se bivši člani 28. septembra 2018 ponovno zbrali na odru.

## Diskografija
Ansambel Ottavia Brajka je v času delovanja izdal naslednje albume:
1. Lepa si moja Primorska (1971) – LP
2. Tam na kamenitem Krasu (1972) – EP
3. Na morju (1973) – LP
4. Tebi za rojstni dan (1973) – EP
5. Smo pevci in godci (1974) – LP
6. Dokler kozar'c ni prazen (1975) – EP
7. Zapuščeni dom (1975) – LP
8. Moj ljubi/Navihana deklica (1977) – LP
9. V Izolski luki (1979) – LP
10. Na obali sem te srečal (1980) – LP
11. V naši kantini (1985) – LP
12. Dober dan, prijatelji (1988) – kaseta

## Največje uspešnice
Ansambel Ottavia Brajka je najbolj poznan po naslednjih pesmih:
- Dober dan, prijatelji
- Ku sem bil še za pompjerja
- Marija Čakolona
- Navihana deklica
- Orglice
- Primorci smo veseli ljudje
- Smo pevci in godci
- Tebi za rojstni dan
- Tvoja ljubezen
- V naši kantini